# Rey (Familienname)
Rey ist ein spanischer und französischer Familienname.

## Namensträger
- Abel Rey (1873–1940), französischer Wissenschaftsphilosoph und -historiker
- Agapito Rey (1892–1987), spanisch-amerikanischer Romanist und Hispanist
- Alain Rey (Lexikograf) (1928–2020), französischer Lexikograf, Sprachwissenschaftler und Gelehrter
- Alain Rey (Skibergsteiger) (* 1982), Schweizer Skibergsteiger
- Alberto Rey (Luis Alberto Alzócar Alzócar; 1915–2001), chilenischer Harfenist
- Alberto Marcos Rey (* 1974), spanischer Fußballspieler
- Alejandro Rey (1930–1987), argentinisch-amerikanischer Schauspieler und Fernsehregisseur
- Alexandre Rey (* 1972), Schweizer Fußballspieler
- Alvino Rey (Alvin McBurney; 1908–2004), US-amerikanischer Gitarrist und Bandleader
- André Rey (Psychologe) (1906–1965), Schweizer Psychologe
- André Rey (Fußballspieler) (* 1948), französischer Fußballspieler
- André Rey (Skilangläufer) (* 1958), Schweizer Skilangläufer
- Anne Rey (Musikerin) (1944–2012), französische Pianistin, Musikwissenschaftlerin und Journalistin
- Anne-Flore Rey (* 1962), französische Skirennläuferin
- Anne-Lise Rey (* 1972), französische Philosophin und Wissenschaftshistorikerin
- Anne-Marie Rey (1937–2016), Schweizer Frauenrechtlerin und Politikerin
- Anthony Rey (1807–1847), französisch-amerikanischer Ordensgeistlicher und Militärgeistlicher
- Antoine Rey (* 1986), Schweizer Fußballspieler
- Bárbara Rey (* 1950), spanische Fernsehmoderatorin und Schauspielerin
- Bruno Rey (1935–2017), Schweizer Innenarchitekt und Möbeldesigner
- Cemal Reşit Rey (1904–1985), türkischer Komponist
- Claudius Rey (1817–1895), französischer Insektenkundler
- Corinne Rey-Bellet (1972–2006), Schweizer Skirennläuferin
- Daniel David Gasparri Rey, venezolanischer Diplomat
- Denis Rey (* 1966), französischer Skirennläufer
- Domingo Rey, argentinischer Musiker
- Domingo Rey d’Harcourt (1883–1939), spanischer Offizier
- Dominique Rey (* 1952), französischer Theologe und Geistlicher, Bischof von Fréjus-Toulon
- Edelbert Rey (* 1929), deutscher Fußballspieler
- Émile Rey (1846–1895), italienischer Bergführer
- Éloïse Rey (* 2002), französische Schauspielerin
- Fabien Rey (* 1981), französischer Radrennfahrer
- Fausto Rey (* 1951), dominikanischer Sänger
- Félix María Calleja del Rey (1753–1828), Vizekönig von Neuspanien
- Fernando Rey (1917–1994), spanischer Schauspieler
- Florián Rey (1894–1962), spanischer Filmregisseur, Drehbuchautor und Filmproduzent
- Gabino Rey (1928–2006), spanischer Maler
- Gaston Rey (1904–1978), französischer Schauspieler
- Gilbert Rey (* 1930), Schweizer Fußballspieler
- H. A. Rey (1898–1977), US-amerikanischer Kinderbuchautor und -illustrator
- Hans Rey (* 1966), Schweizer Mountainbiker
- Heinz Rey (* 1943), Schweizer Rechtswissenschaftler
- Hélène Rey (* 1970), französische Ökonomin
- Henri Rey (Politiker) (1903–1977), französischer Politiker, Mitglied der Nationalversammlung und Minister, Verfassungsrichter
- Ingeborg Meyer-Rey (1920–2001), deutsche Illustratorin
- Jacinto Rey (* 1972), spanischer Schriftsteller
- Jacques Rey (1923–2012), Schweizer Autorennfahrer und Rennstallbesitzer
- Jean Rey (1902–1983), belgischer Politiker
- Jean Rey (Chemiker) (um 1590–1645), französischer Chemiker und Arzt
- Jean Rey (Radsportler) (1925–1950), französischer Radsportler
- Jean-Baptiste Rey (1734–1810), französischer Komponist, Dirigent und Hochschullehrer
- Jean Guillaume Charles Eugene Rey (1838 – 1909), deutscher Ornithologe und Entomologe
- Jean-Jacques Rey-Bellet (* 1950), Schweizer Politiker
- Jean-Noël Rey (1949–2016), Schweizer Beamter, Manager und Politiker
- Jean-Yves Rey (* 1970), Schweizer Skibergsteiger und Marathonläufer
- José Manuel Rey (* 1975), venezolanischer Fußballspieler
- José Miguel González Rey (* 1979), spanischer Fußballspieler, siehe Josemi
- Joseph Rey (1899–1990), französischer Politiker, Oberbürgermeister von Colmar
- Josette Rey-Debove (1929–2005), französische Romanistin und Lexikografin
- Juan Carlos Rey Salgado (* 1952), spanischer Ozeanograph und Diplomat
- Julien Rey, französischer Filmeditor
- Julio Rey (* 1972), spanischer Langstreckenläufer
- Julio Rey Pastor (1888–1962), spanischer Mathematiker und Mathematikhistoriker
- Julio Adolfo Rey Prendes (1932–2010), salvadorianischer Politiker
- Koos de la Rey (1847–1914), südafrikanischer General
- Kurt Rey (Fussballspieler) (* 1923), Schweizer Fußballspieler
- Kurt Rey (Sportschütze) (* 1937), Schweizer Sportschütze
- Lana Del Rey (* 1985), US-amerikanische Sängerin
- Lester del Rey (1915–1993), US-amerikanischer Schriftsteller
- Louis Emmanuel Rey (1768–1846), französischer General
- Ludo De Rey (* 1958), belgischer Radrennfahrer
- Luis Rey (* 1955), mexikanisch-spanischer Illustrator und Paläokünstler
- Luis Gabriel Rey (* 1980), kolumbianischer Fußballspieler
- Marc-Michel Rey (1720–1780), schweizerisch-niederländischer Verleger
- Marcos Rey (Schriftsteller), Pseudonym von Edmundo Donato (1925–1999), brasilianischer Schriftsteller
- Marie Michèle Rey, haitianische Politikerin
- Margret Rey (1906–1996), US-amerikanische Kinderbuchautorin
- Marion Rey (* 1999), Schweizer Fußballspielerin
- Marjorie Rey (* 1978), französische Snowboarderin
- Matías Rey (* 1984), argentinischer Hockeyspieler
- Michel Rey (1932–2020), Schweizer Skilangläufer
- Micheline Calmy-Rey (* 1945), Schweizer Politikerin (SP)
- Omar Gomez Rey (1957–2022), kolumbianischer Maler
- Paul Rey (* 1992), schwedischer Sänger und Songwriter
- Pierre Rey (Rennfahrer) (1899–1966), französischer Automobilrennfahrer
- Pierre Rey (Schriftsteller) (1930–2006), französischer Journalist und Schriftsteller
- Rafael Eleuterio Rey (1933–2024), argentinischer Geistlicher, Bischof von Zárate-Campana
- Ramón Rey Ardid (1903–1988), spanischer Schachspieler und Psychiater
- Régis Rey (1929–2022), französischer Skispringer
- René De Rey (1931–2024), belgischer Radrennfahrer
- Reynaldo Rey (1940–2015), US-amerikanischer Schauspieler und Komiker
- Robert Rey (* 1934), französischer Skispringer
- Roberto Rey (1905–1972), chilenischer Schauspieler
- Rodrigo Rey Rosa (* 1958), guatemaltekischer Schriftsteller und Übersetzer
- Roger Rey, Geologe
- Rudolf Rey (Zeichner) (1814–1897), Schweizer Lithograf und Zeichner
- Rudolf Rey (Politiker) (1908–1993), Schweizer Politiker (LdU), Unternehmer und Manager
- Stefan Rey (* 1989), deutscher Jazzmusiker
- Théo Rey (* 2000), französischer Basketballspieler
- Thierry Rey (* 1959), französischer Judoka
- Véronique Kossenda Rey (* 1996), kamerunische Leichtathletin
- Werner K. Rey (* 1943), Schweizer Finanzspekulant und Unternehmer
- William H. Rey (1911–2007), deutschamerikanischer Germanist